# Frankfurter Nachrichten
Die Frankfurter Nachrichten waren in der Zeit von 1855 bis 1910 eine Nachrichten-Beilage des wöchentlich erscheinenden Intelligenzblatt der Freien Stadt Frankfurt, eines reinen Anzeigen- und Bekanntmachungsblattes.
Am 10. Oktober 1910 wurden die beiden Periodika zu der Zeitung Frankfurter Nachrichten und Intelligenzblatt zusammengelegt, die bis 1934 als regionale, bürgerlich orientierte Tageszeitung erschien. Das Druck- und Verlagsgebäude befand sich an der Ecke Neue Mainzer Straße 38 – Große Gallusstraße. Es wurde im Krieg zerstört. Letzter Chefredakteur war Heinz Gorrenz. Seine Zeitung musste dem NS-gebundenen Frankfurter Volksblatt weichen, das zum Pflichtabonnement aller Parteigenossen erklärt wurde.
In den 1970er- bis 1990er-Jahren erschien unter dem Namen „Frankfurter Nachrichten“ (FN) ein Anzeigenblatt mit ausführlichen Berichten aus den Frankfurter Stadtteilen, das donnerstags in Frankfurt kostenlos verteilt und vom Verlag des Main-Echo herausgegeben wurde. Die Frakturschrift des Zeitungskopfes ähnelte der Schriftart des Namensvorgängers. Für das gesamte Frankfurter Stadtgebiet gab es einen gemeinsamen Mantel mit stadtteilübergreifenden Annoncen und Artikeln. Das zweite Buch wurde in mehreren, inhaltlich weitgehend unterschiedlichen Varianten produziert, unter anderem für die Gebiete Frankfurt-Höchst, Frankfurt-Nordwest, Frankfurt-Mitte und Frankfurt-Sachsenhausen. Innerhalb dieser Regionalausgaben gab es zusätzlich je eine Variante für einzelne Stadtteile (eine sogenannte Wechselseite), in der Ausgabe Nordwest beispielsweise für Heddernheim, Praunheim und Niederursel mit jeweils unterschiedlichen Anzeigen und journalistischen Texten. Hervorgegangen war dieses Anzeigenblatt aus der bereits 1949 für den Frankfurter Stadtteil Bornheim gegründeten „Bornheimer Brücke“, die zugleich als Werbemittel für den gleichnamigen Reiseveranstalter diente. Auch unter dem späteren Namen „Frankfurter Nachrichten“ blieb die Bezeichnung „Bornheimer Brücke“ als Titel des zweiten Buches für Bornheim erhalten; der Reiseveranstalter wurde später umfirmiert in „Frankfurter Nachrichten Reisen“.